# Tarja Cronberg

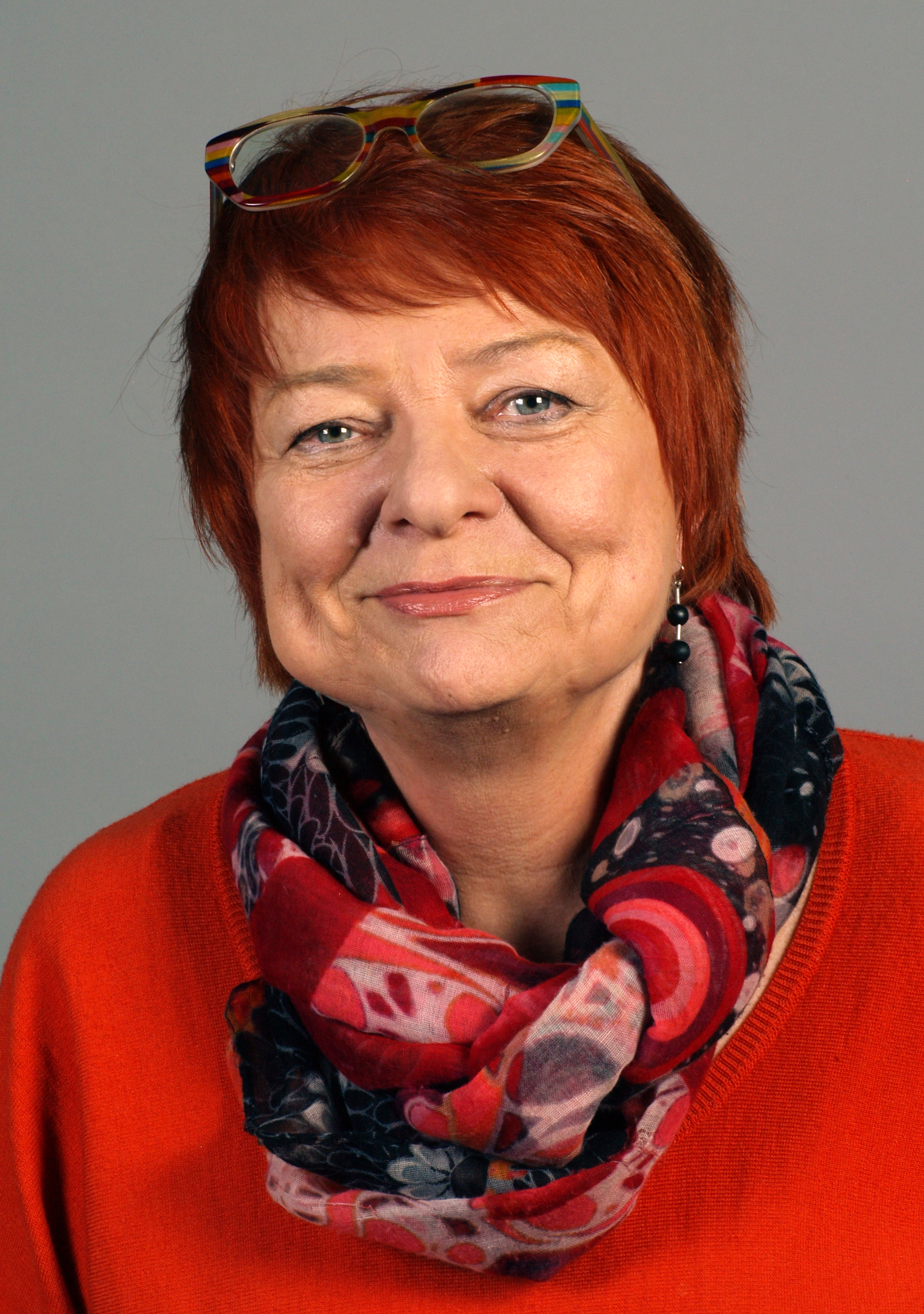
Tarja Cronberg

Tarja Cronberg (geb. Mattila, * 29. Juni 1943 in Helsinki) ist eine finnische Politikerin der Grünen. Seit 2011 sitzt sie im Europäischen Parlament.

## Leben
Cronberg studierte Wirtschafts- und Ingenieurwissenschaften, unter anderem an der Universität Lund in Schweden und an der Copenhagen Business School in Dänemark. Sie spricht sieben Sprachen fließend.
Von 2003 bis 2007 war Cronberg Abgeordnete für die Partei Grüner Bund im finnischen Parlament, gewählt in Nord-Karelien. Sie war von 2005 bis 2009 Parteivorsitzende. Von 2007 bis 2009 war Cronberg Arbeitsministerin im Kabinett von Matti Vanhanen.
2009 musste sie sich einer Behandlung gegen Brustkrebs unterziehen und übergab Parteivorsitz und Arbeitsministerium an Anni Sinnemäki. Im Juni 2011 rückte sie für Heidi Hautala ins Europaparlament nach, als diese zur Entwicklungsministerin in der Regierung Katainen ernannt wurde.
Im EU-Parlament ist Cronberg Vorsitzende in der Delegation für die Beziehungen zu Iran und Mitglied in der Konferenz der Delegationsvorsitze, im Unterausschuss für auswärtige Angelegenheiten und im Unterausschuss für Sicherheit und Verteidigung.
Sie ist Mitglied im European Leadership Network.